# Capitano Krik
Il Capitano Samuel Krik è un personaggio dei fumetti appartenente all'universo di Rat-Man, creato da Leo Ortolani.

## Realizzazione
Il suo nome viene da un chiaro anagramma di quello di James Tiberius Kirk, capitano della USS Enterprise (NCC-1701) nella serie fantascientifica Star Trek.
Nasce come omaggio ai personaggi kirbiani, in particolare al Terribile Turpin, poliziotto comparso nella serie dei Nuovi Dei con carattere duro e sigaro in bocca.

## Personaggio

Krik nella serie animata Rat-Man

Da giovanissimo, partecipò al tentativo di cattura di Boda Valker, ma ne trovò solo il figlio, Janus. Diviene anni dopo il Capitano di polizia della Città Senza Nome. Si ritira dopo la cattura de la Gatta.
Riappare quindi nel 2008 nella storia La caduta, e all'osservazione di Rat-Man riguardo alla sua improvvisa scomparsa senza spiegazioni, Krik risponde che se non ha ancora dato spiegazioni c'è un motivo. Successivamente si scopre che il Capitano Krik era andato alla ricerca di altri supereroi, senza però trovarli.
Emissario della Luce, da sempre nemica dell'Ombra, ripone una grande fede nei supereroi e in Rat-Man (Ortolani afferma che «lo considera un po' come il figlio che ha perduto»).

## Altre versioni
Nell'episodio Dimenticati dal tempo!, che si svolge diversi anni dopo le vicende attuali, lo vediamo di nuovo nei panni di Capitano al momento della sua morte; muore infatti colpendo una bomba con una mazza da baseball per dimostrare di averla disinnescata correttamente.

## Serie animata
Il capitano Krik appare anche nella serie animata di Rat-Man, dove è doppiato da Saverio Indrio.